# Stárnutí

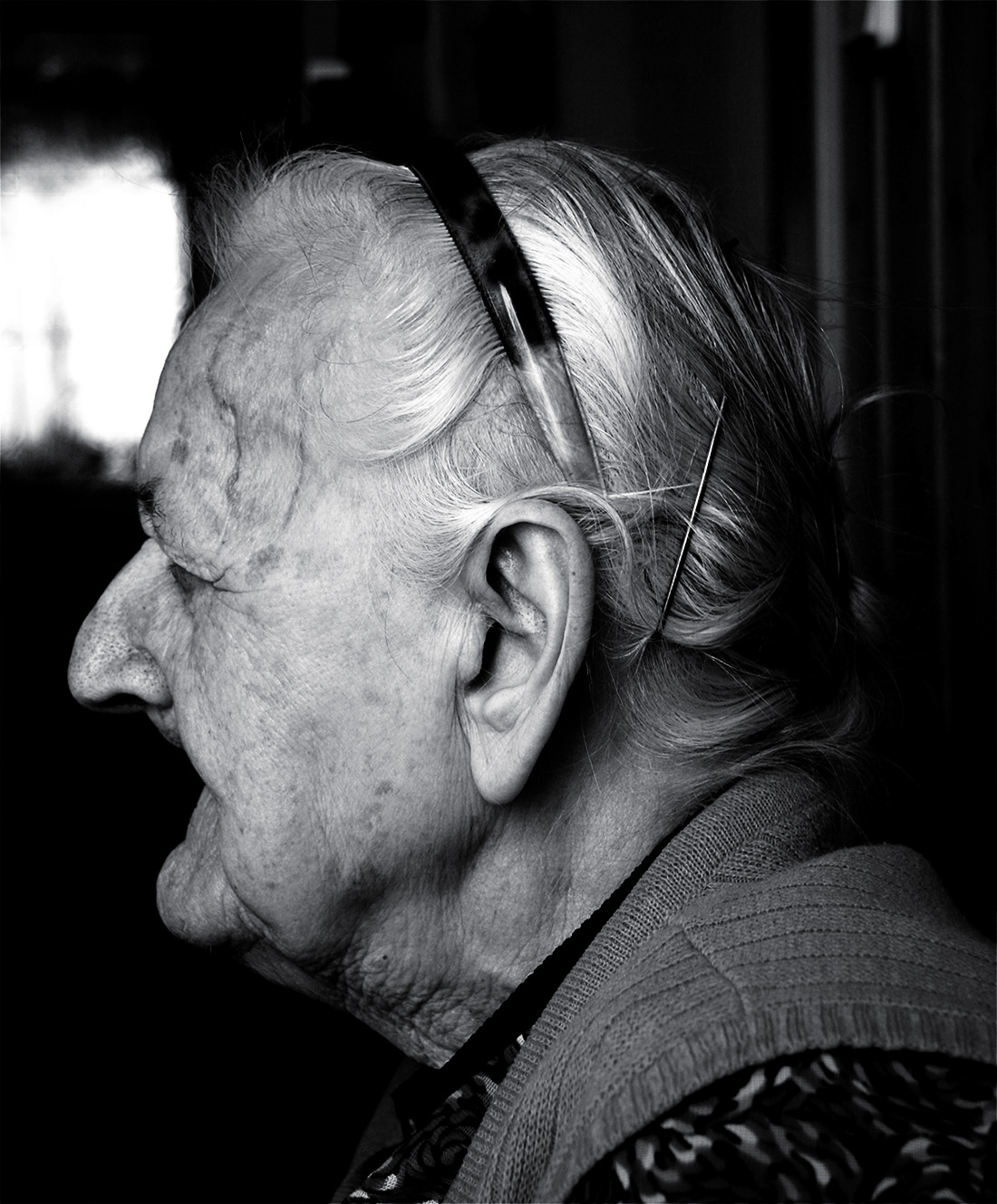
Projevy stárnutí na lidské tváři

Stárnutí (senescence) je proces, který se projevuje chátráním těla a snižováním efektivity a účinnosti fungování organismu, hromaděním defektů v organismu a klesající schopností organismu defekty opravovat, nahrazovat vadné či odumřelé buňky novými. Zvyšuje se náchylnost k nemocem. Stáří končí smrtí, pokud starý jedinec nezemře z jiného důvodu, než je stáří.
Jednou z teorií stárnutí je obecná teorie o selhávání systémů („teorie spolehlivosti stárnutí a dlouhověkosti“), která mj. uvádí, že i systémy, které jsou zcela složeny z nestárnoucích prvků s konstantní poruchovostí, stárnou s časem. Jiná teorie předpokládá, že stárnutí není pasivní poruchou (vnějším poškozením), ale aktivní chybou DNA. Různé orgány těla přitom stárnou různě rychle. I geneticky identické buňky ve stejném prostředí stárnou různě rychle a to platí i pro části buněk.
Stárnutí probíhá již od početí a probíhá víceméně konstantní rychlostí, neboť závisí na tlaku kyslíku.[zdroj?] Ten se v našich nadmořských výškách příliš neliší. V životě člověka nastávají dvě etapy, v nichž se stárnutí zrychlí: na konci puberty se zastaví růst, a tím regenerační účinky dělení buněk; mezi 40. a 50. rokem života se zpomalí funkce mitochondrií, tzn. že buňkám je dodáváno méně energie a některé funkce organismu ustávají. Ustává činnost pohlavních žláz; s tím je spojeno zhoršování smyslových funkcí – zraku, sluchu a čichu.

## Příčiny stárnutí

### Volné kyslíkové radikály
Příčinou stárnutí je obrazně řečeno chronická otrava zplodinami kyslíku. Kyslík vytváří samovolně volné kyslíkové radikály (VKR), které ničí v řetězových reakcích organické molekuly. VKR jsou katalyzovány přítomností kovů. Nejen těžkých kovů, ale i volných nevázaných molekul biogenních kovů Fe, Cu, Mn. Vznik VKR způsobuje i ionizační záření a část neionizačního záření (ultrafialové až modré). Živnou půdu pro vznik VKR představují nenasycené mastné kyseliny, kdy tvorba VKR stoupá exponenciálně s počtem dvojných vazeb. Proto je na potravinách označován obsah nasycených tuků, které nepodléhají peroxidaci a nenasycených, které se jí účastní.
K těmto závěrům dospěl vědec Denham Harman už v roce 1961. Pomocí syntetických potravinářských antioxidantů se mu podařilo prodloužit život pokusných hlodavců o několik desítek procent. Výzkum však pokračuje dále, protože potravinářské antioxidanty nejde patentovat, hledají se komerčně úspěšnější látky, zatím žádná nepředčila původní výsledky antioxidantů.
Ukazuje se, že u ptáků tato teorie neplatí. I rypoš lysý teorii neodpovídá.

### Mitochondrie
Mitochondrie jsou klíčové u stárnutí buněk. Mitochondrie jsou totiž záporně nabité a z toho důvodu se externě podaná léčiva dostávají do mitochondrií jen v mizivých koncentracích a ze stejného důvodu mitochondrie dlouho odolávaly ovlivnění. V současnosti je již popsáno více mitochondriálních antioxidantů.[zdroj?]

### Teorie spotřebování telomer
Jeden z následků stárnutí je existence koncových struktur chromozómů, tzv. telomer. Ty jsou nezbytné pro dělení buněk a při každé mitóze se zkrátí (naopak při meióze se jejich délka činností telomerázy obnoví). Po určitém počtu mitotických dělení se zkrátí natolik, že to znemožní další buněčná dělení. Předpokládá se, že jde o důležitou pojistku, bránící vzniku zhoubných bujení (rakovina). Ovšem stárnutí ovlivňovat nemusí. Jiná teorie navrhuje vliv transpozon.
Existence telomer by se měla projevovat rychlým stárnutím klonů typu ovce Dolly, jejichž chromozómy pocházejí z tělesné buňky staršího jedince. V případě ovce Dolly bylo skutečně pozorováno, že telomery jejích chromozomů byly zkrácené a odpovídaly stáří jejího rodiče v době odběru materiálu pro klonování. U většiny klonů je ovšem při klonování pozorována aktivace enzymu telomerázy a konce chromozomů jsou opraveny na původní velikost, jestli dojde k opravě telomer závisí pravděpodobně na buněčném typu využitém pro získání buněčného jádra.

### Hromadění defektů DNA
Během života dochází ke vzniku různých defektů na DNA, ať už chybami při replikaci, poškozením DNA kyslíkovými radikály vzniklými při energetickém metabolismu buňky nebo jinými mutageny, které se do buňky dostanou z okolí. Postupem času tedy v těle roste podíl buněk s vážnějšími defekty v důležitých částech DNA kódujících informace a stoupá i průměrný počet defektů v jednotlivých buňkách. Tím dochází postupem času ke snižování kvality buněk v tkáních, což se též projevuje jako stárnutí.
V případě klonování myší bylo ovšem zjištěno, že je možné provést 25 postupných klonování jedince bez pozorovatelného snížení životaschopnosti nebo plodnosti klonů a nedochází tedy k předpokládané akumulaci genetických poruch. Ukazuje se, že schopnost organismu rozpoznat a odstranit buňky s mutacemi v DNA je klíčová pro oddálení stárnutí celého organismu.

### Postupná otrava organismu
Další teorií týkající se stárnutí je teorie opotřebování („wear and tear“). Podle ní je důvodem stárnutí fakt, že v průběhu života se v organismu hromadí různé negativně působící látky získané buďto z prostředí, nebo vzniklé jako odpad jeho vlastního metabolismu, které není schopen zcela vyloučit. Patří k nim např. volné radikály. S věkem jejich tvorba stoupá, neboť se s věkem v organismu hromadí toxické kumulativní kovy Cd, As, Pb a Hg. Kovy katalyzují vznik VKR, viz Fentonova reakce

### Genetické načasování smrti
Některé geny se zřejmě účastní v procesu stárnutí. Například při poškození některých genů dochází k předčasnému nastartování procesu stárnutí. Postupné poškozování těla vede i k znesnadnění ochrany před stárnutím, před kyslíkem. Přírodním výběrem se přenášejí vlastnosti, vedoucí k vyšší životaschopnosti a vyšší plodnosti. Ale schopnost dožít se ve zdraví vyššího věku nemá vliv na počet potomků. Jinými slovy rozmnožují se houfně i jedinci, kteří mají ve stáří trápení s degenerací. A trápení budou mít i jejich potomci, když přežívají potom, co už neplodí potomky.

### Mateřství
Ženy, které mají více dětí, rychleji stárnou. Při větším počtu dětí se matky dožívají nižšího věku.

### Působení žláz
Podle některých teorií je proces stárnutí řízen a podporován hormony, za směrodatné se zde považuje zejména působení melatoninu.[zdroj?] Realističtější tvrzení je, že hormonální regulace se přizpůsobuje dodatečně proběhlému poškození tkání a následnému úbytku energie.

## Choroby stáří
Choroby stáří jsou jednoduše řečeno všechny choroby, které nemají za původce bakterie a viry, ale ty které přicházejí s věkem. Do současnosti už bylo formulováno na 200 "radikálových" onemocnění. Jejich seznam můžete vidět na webech zabývajících se stárnutím.
Rozlišujme stáří a stárnutí. Proces stárnutí jde vždy jedním směrem. Omládnutí bude možné, až se rozšíří léčba kmenovými buňkami, a ty nahradí zestárlé buňky, nikoliv že je omladí. I lidé, kteří si zpomalují své stárnutí jednou zemřou. Zajímavé téma by mohlo být rozebrat jakými nemocemi budou trpět. Antioxidanty tlumí zánět a mírní tzv. "radikálové" nemoci, ale lidé s prodlouženým životem budou více trpět chorobami z kumulace těžkých kovů.
Řešení stárnutí přímo, než doprovodných nemocí, by mohlo ušetřit značné prostředky. Výdaje zdravotnictví na pacienta prudce rostou až pár měsíců před smrtí. Z toho je patrné, že zdravotnictví neúčelně plýtvá prostředky teprve když je člověk na konci života a už není co zachraňovat. Důvodem pro tyto obrovské ztráty by mohlo být, že starý člověk v konečné fázi bývá obvykle v různém stavu demence, nebo i v komatu. Proto léčbu odmítnout nemůže, i kdyby původně chtěl, dokud byl lucidní. A příbuzní nejsou oprávněni do léčby mluvit. To bude asi důvod, proč lékaři pár měsíců před smrtí pacienta využívají velké množství zdrojů.

## Zpomalování stárnutí
Když v roce 1955 Harman objevil souvislost volných radikálů a stárnutí živých organismů krátce potom, co bylo prozkoumáno stárnutí organických molekul, navrhl zpomalování stárnutí pomocí antioxidantů. Díky tomu se již polovinu století mohou používat trvanlivé potraviny. U živých organismů se dlouhou dobu věřilo, že antioxidanty nefungují. Bylo to dáno stylem testování, kdy se porovnávají výsledky u skupiny která nedostává nic a skupiny, která dostávala antioxidant. Jelikož je účinek antioxidantu závislý na dalších látkách účastnících se procesu zhášení VKR, nemohl samotný testovaný antioxidant dosáhnout zjevného účinku.
Později se antioxidanty začaly testovat na umělých membránách. V roce 2007 Skulachev objevil antioxidant, který ke svému účinku nepotřebuje synergisty ani donory H+ a regeneruje se přímo od protonových pump v mitochodriích. Skulachevovi se podařilo při pokusech na zvířatech (psi, koně) dosáhnout 2–3 násobného prodloužení života s jeho antioxidantem.
Skulachev dostal obrovský grant, a proto měl příležitost vše pořádně zdokumentovat. U antioxidantů vyskytujících se v přírodě (nepatentovatelných) k tomu nebyla žádná motivace. S rozvojem internetu se rozšířily informace a miliony lidí začaly užívat domnělé i účinné látky proti stárnutí. S kvantem prodaných suplementů se ceny natolik snížily, že dvoj až trojnásobného prodloužení života je možno dosáhnout s řádově tisícikorunovými měsíčními náklady. To neberte doslova, mohou dosáhnout hypoteticky nebo i si poničit zdraví. Jsou známa fóra nadšenců, kteří požívají megadávky nějaké látky, ke které se upnuli, a hlásí více potíží než pozitivních výsledků.
V současnosti není vědecká evidence, že by volba stravy měla vliv na stárnutí.
Podle profesora genetika na Harvardské lékařské univerzitě a člena správní rady Americké federace pro výzkum stárnutí, Davida A. Sinclaira, je právě dieta první zásadní věc, kterou by měl člověk zařadit do svého životního stylu, pokud chce dosáhnout dlouhotrvajícího zdraví a větší šance na delší život. Konstatuje, že moderní společnost konzumuje potravu příliš často. Lidé už tak nezažívají pocit nedostatku a mají tendence se přejídat. Tuto myšlenku však známe už od starověku, kde se jí zabývali lékař Hippokratés i Ponticus.
Poznatky o celoživotní kalorické restrikci na lidské zdraví pochází pouze z krátkodobých studií, nicméně studie která se provedla u makaků rhesus (kteří jsou s námi geneticky úzce spřízněni), přinesla pozitivní výsledky. Kalorická restrikce prodloužila život šesti opicím z dvaceti zkoumaných opic. Šest opic se během výzkumu dožilo více než čtyřiceti let, což u makaků předtím nebylo známo. Kalorický deficit byl u některých opic zahájen až ve středním věku, což by znamenalo, že ani u člověka není nikdy pozdě začít s omezováním se v jídle. Kalorická restrikce prodlužuje život, zabraňuje srdečním chorobám, cukrovce, mrtvici i rakovině. Můžeme ji dosáhnout formou (přerušovaných) půstu, nebo pravidelnými a dostatečně dlouhými rozestupy mezi chody. Nutně to však neznamená, že je dieta a půst vhodná pro každého jedince. 